# Tipula (Acutipula) buboda
Tipula (Acutipula) buboda is een tweevleugelige uit de familie langpootmuggen (Tipulidae). De soort komt voor in het Palearctisch gebied.